# Temmels
Temmels település Németországban, Rajna-vidék-Pfalz tartományban. Lakosainak száma 761 fő (2023. december 31.).

## Népesség
A település népességének változása:
| Lakosok száma | 572  | 760  | 783  | 796  | 792  | 761  |
|               | 1975 | 2017 | 2019 | 2021 | 2022 | 2023 |